# Eugène Mordant
Eugène Mordant, francoski general, * 1885, † 1959.